# Wilhelm Burchard Müller von der Lühnen
Wilhelm Burchard Müller von der Lühnen, född omkring 1677, död 1744 i Pommern, var en svensk friherre och militär.
Wilhelm Burchard Müller von der Lühnen var son till Carl Leonard Müller von der Lühnen och Anna von Bülow. Han blev löjtnant vid Pommerska kavalleriregementet 1698, tog avsked 1701, blev kapten vid holsteinska livgardet samma år och senare överstelöjtnant där. Müller von der Lühnen var överste och chef för Pommerska dragonregementet 1703–1710 varpå han erhöll avsked från sin tjänst. Han deltog i slaget vid Fraustadt och slaget vid Kalisch. Müller von der Lühnen skrev sig till godsen Mellenthin och Ludwigsburg i Pommern.